# معركة أنطاكية (1098)
```
معركة أنطاكية (1098)
 كانت اشتباكاً عسكرياً نشب بين قوات 
الصليبيين
 من 
أنطاكية
 والتحالف 
التركي
 بقيادة 
الأمير
 
كربغا
 من 
الموصل
 كجزء من 
الصليبية الأولى
. كان هدف كربغا استرداد أنطاكية من الصليبيين وتأكيد موقفه كقوة إقليمية.
```

## بداية الصراع
بظهور الصليبيين على أبواب أنطاكية مقسمين إلى ستة أفواج، قام القائد العربي وثاب بن محمود من جيش كربغا بحثه على سرعة ضرب خط تعزيزهم. إلا أن كربغا قلق من أن ضربة استباقية كهذه قد تدمر فقط خط الصليبيين الأمامي لكنها قد تضعف إلى حد كبير قواته بشكل غير متناس،. فاستمر الفرنجة في التقدم ضد الأتراك مما جعل كربغا يبدأ في إدراك خطورة الوضع (بعد أن كان مقللاً من حجم الجيش الصليبي) وحاول إنشاء سفارة بينه وبين الصليبيين من أجل التوصل لهدنة. إلا أن الوقت أصبح متأخراً جداً بالنسبة له وتجاهل قادة الحملة الصليبية مبعوثه.

## مناورات المعركة
اختار كربغا الذي أصبح حينئذ في موقف صعب أمام القوات الصليبية المتقدمة الاعتماد تكتيك عسكري تركي أكثر تقليدية، عن طريق محاولة العودة بجيشه قليلاُ لسحب الفرنجة إلى أرض غير مستقرة مع استمرار الرشق بواسطة رماة الخيول ومحاولة الالتفاف حول الفرنجة في نفس الوقت، إلا أن بوهيموند الأول كان مستعداً لهذا وأنشأ الفرقة السابعة الصليبية بقيادة رينو من تول لصد الهجوم. بدأ العديد من الأمراء في التخلي عن كربغا، وقام الصليبيون بتشجيع أنفسهم بادعاء رؤية القديسين جرجس وموريس
وديمتريوس بين صفوفهم، وأخيراً برحيل الأمير دقاق بن تتش  انتشر الذعر في صفوف الأتراك، ولم يبقى من الأمراء على ولائه لكربغا سوىسقمان بن أرتق وجناح الدولة حسين بن ملاعب أمير حمص، إلا أنهم أيضاً سرعان ما تركوه بعد أن أدركوا خسارة المعركة. أصبح الجيش التركي بكامله حينئذ في حالة فوضى تامة والكل يفر في مختلف الاتجاهات، وطاردهم الصليبيون حتى جسر الحديد وقتلوا العديد منهم، فاضطر كربغا للعودة الموصل بعد أن تمت هزيمته وإذلاله.